# Валлийское право

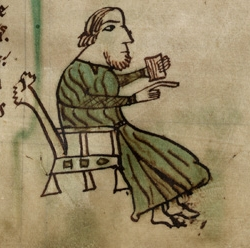
Изображение судьи (рукопись Peniarth 28)

Валли́йское право — система обычного права, сформировавшаяся в средневековом Уэльсе. Традиционно считается, что первым его кодификатором был король Дехейбарта Хивел ап Каделл, известный также как Хивел Добрый, который с 942-го по 950-й год владел почти всей территорией Уэльса. Именно поэтому эта система права иногда называется «законами Хивела» (валл. Cyfraith Hywel Dda). Согласно средневековой традиции, при Хивеле была произведена адаптация уже сложившихся законодательных норм, многие из которых, вероятно, являются достаточно древними и обнаруживают сходство с другими кельтскими сводами законов (например, Брегонскими законами в Ирландии). Самые ранние рукописи валлийских законов относятся к началу или середине XIII века. Законы постоянно пересматривались — как непосредственно правителями, так и юристами, — поэтому не следует считать, будто их состояние, отражённое в источнике XIII века, идентично тому, в каком законы находились в середине X века.
В валлийском праве существовали две категории законов: «законы двора», регулировавшие права и обязанности королей и его вельмож, и «законы страны», относившиеся ко всем прочим сферам. В некоторых версиях законов часть материала, относившегося к законам страны, выделялась в отдельную «Книгу испытаний для судей», где говорилось об убийствах, кражах, стоимости домашних и диких животных и пр. Каждый из этих трёх больших разделов состоял из отдельных трактатов, посвящённых, к примеру, вопросам прав женщин или договорных обязательств. В области гражданского права особенностью валлийских законов было то, что после смерти владельца земля в равных долях отходила всем его сыновьям — как законным, так и незаконным. Это приводило к конфликтам с церковью, поскольку согласно нормам канонического права внебрачные дети не могли получать наследство.
При рассмотрении дела в суде главным методом выяснения истины была компургация: каждая из сторон должна была под присягой изложить свою версию событий, после чего предоставить свидетелей, готовых поклясться в том, что именно эта версия является правдивой. Необходимое число таких свидетелей зависело от природы рассматриваемого дела. После принесения присяг судья (или судьи) оглашал решение. Смертная казнь предусматривалась лишь за очень немногие преступления. Виновный в убийстве обычно должен был выплатить компенсацию семье жертвы, а вора казнили лишь в том случае, если он совершал кражу тайно, но был пойман непосредственно с чужим имуществом; кроме того, ценность украденных вещей должна была превышать четыре пенса. Большинство других преступления вели лишь к штрафу.
Традиционные законы действовали в Уэльсе до смерти Лливелина Последнего (1282 год) и принятия Рудланского статута, согласно которому валлийское уголовное право в Уэльсе повсеместно заменялось английским. В гражданском судопроизводстве валлийское право использовалось до полного присоединения Уэльса к Англии в XVI веке.

## Происхождение

Средневековые королевства Уэльса

В большинстве сохранившихся рукописей валлийского права содержится преамбула, объясняющая, как Хивел Добрый кодифицировал законы. Вот типичный пример из Книги Блегиврида

Хивел Добрый, сын Каделла, милостью Божьей король всего Уэльса… призвал из каждого коммота своего королевства по шесть человек, опытных в отправлении власти и правосудия… в место, называемое Белым домом на Таве в Диведе… И в конце Великого поста он выбрал из них двенадцать самых умелых из своих людей и самого умелого из них, которым был некий учёный человек по имени Блегиврид, чтобы они создали и объяснили для него и его королевства законы и обычаи…

Описание Хивела как «короля всего Уэльса» предполагает, что этот совет состоялся когда-то между 942 годом и смертью Хивела в 950 году. Однако валлийские законы обнаруживают близкое сходство с Брегонскими законами в Ирландии, и отчасти, вероятно, восходят к куда более древним временам. Правовая система, созданная при Хивеле, не была совершенной новой, что и отмечено в преамбуле к Книге Иорверта:

И по общему согласию собравшихся мудрецов они рассмотрели старые законы: некоторые они оставили в силе, некоторые исправили, некоторые полностью отменили, а некоторые установили заново

«Белый дом на Тав» — это городок Уитленд на юго-западе Уэльса (валл. Hen Dŷ Gwyn ar Daf). Позже в законы Хивела, по некоторым сведениям, вносили поправки другие правители, например Бледин ап Кинвин, король Гвинеда и Поуиса в середине XI века.
Не все историки согласны с тем, что совет в Уитленде действительно происходил. По мнению К. Л. Монд, «нельзя считать невозможным то, что связь Хивела с законами говорит больше о попытках правителей южного Уэльса восстановить важность и влиятельность своей династии в XII и XIII веках, эпоху могущества гвинедских королей».
С другой стороны, необходимо отметить, что в рукописях с редакцией Иорверта, созданных в Гвинеде, содержатся точно те же сообщения, приписывающие создание законов Хивелу, что и в южных версиях.

## Рукописи

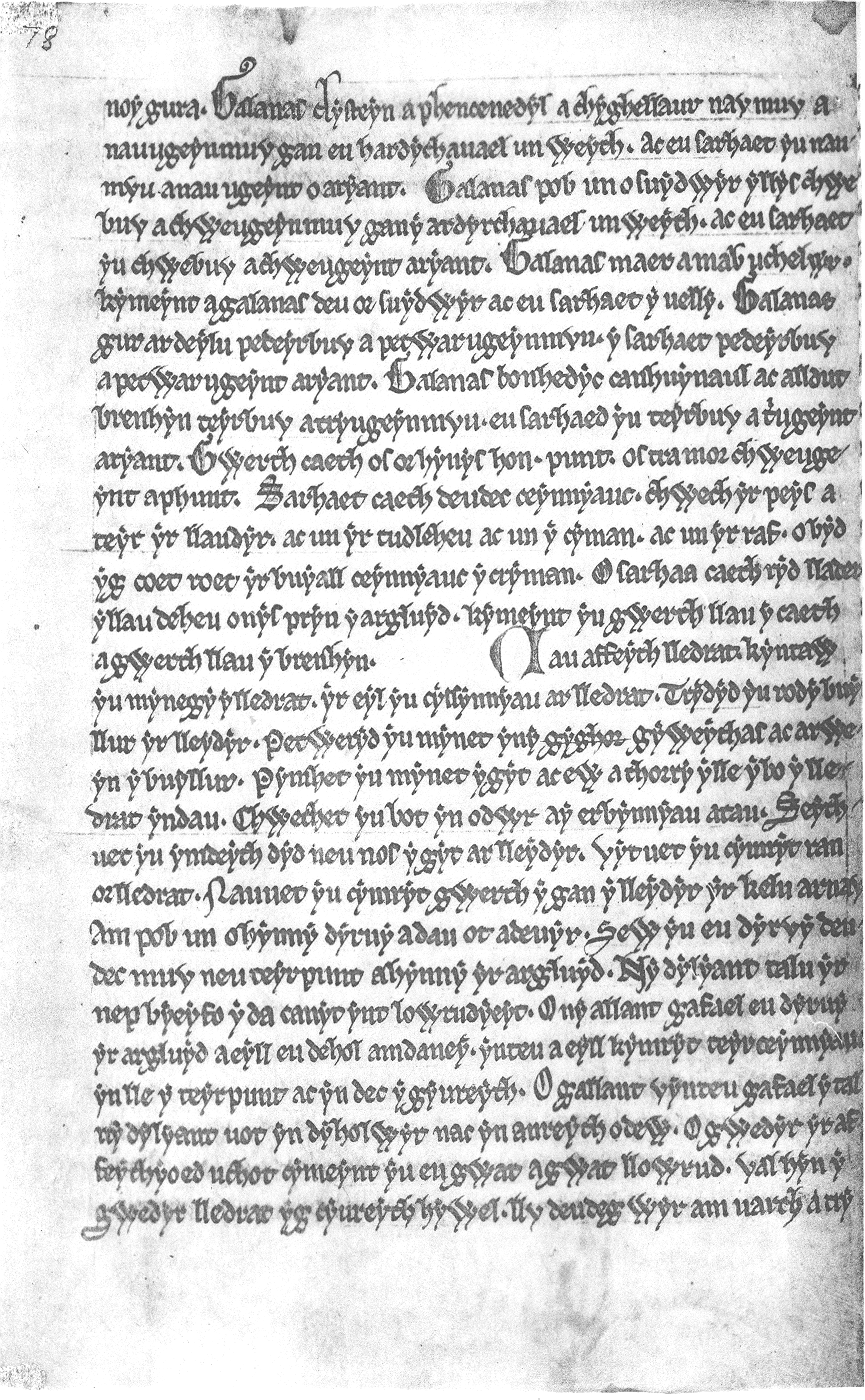
Страница Чёрной Книги из Чирка (Peniarth 29)

До нашего времени не сохранилось ни одной рукописи, восходящей ко времени Хивела; при этом валлийские законы постоянно пересматривались и обновлялись. Учёные не вполне согласны по вопросу о том, на каком языке изначально записывались законы: валлийском или латинском. Так называемый Surexit Memorandum из Личфилдского евангелия — запись итога судебных слушаний, происходивших в IX веке, и он написан по-валлийски, и хотя он не является законом в собственном смысле, указывает на употребимость в то время валлийских юридических терминов. Самые известные рукописи самих законов — Peniarth 28 (написанная на латыни, но обычно считающаяся переводом с валлийского), и Peniarth 29, или Чёрная Книга из Чирка, написанная по-валлийски. Эти рукописи восходят к началу или середине XIII века. Между этим временем и XVI веком были созданы ещё несколько манускриптов — в основном валлийских, но также латинских. Кроме полных сводов существуют сокращённые версии, которыми, вероятно, пользовались в работе судьи.
Несмотря на большое число рукописей, все они делятся на три части, соответствующие трём редакциям законов: редакция Кивнерта, редакция Блегиврида и редакция Иорверта. Редакция Кивнерта, которую обычно связывают с областью между Уаем и Северном (может быть, кантрев Майлиэнид), — наименее разработанная версия законов. Полагают, что она была составлена в конце XII века, когда эту область захватил правитель Дехейбарта Рис ап Грифид (Лорд Рис). Редакция Блегиврида связана с Дехейбартом и обнаруживает следы церковного влияния. Редакция Иорверта, как считается, отражает состояние валлийских законов в Гвинеде после того, как в правление Лливелина Великого их исправил юрист Иорверт ап Мадог. Редакция Иорверта считается наиболее обработанной версией законов, хотя и в ней встречаются достаточно архаичные фрагменты. Версия «Книги Колана» (Llyfr Colan) рассматривается как производная от версии Иорверта, составленная также в XIII веке; с Книгой Колана связан сборник прецедентов, известный как Книга происшествий (Llyfr y Damweiniau). Из Поуиса не сохранилось ни одной рукописи, хотя в редакции Иорверта содержатся указания на то, что некоторые обычаи там отличались от гвинедских.

## Законы двора

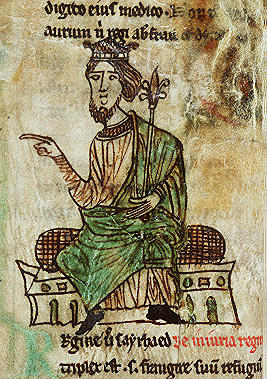
Изображение короля (возможно, самого Хивела) в рукописи Peniarth 28

Первая часть законов касалась прав и обязанностей короля и вельмож его двора. В них установлена строгая иерархия: сначала король, затем королева, edling (тот, кого король объявил своим наследником) и придворные. В редакции Иорверта выделяется 24 должности, из которых 16 — придворные короля и 8 — придворные королевы. Первым среди вельмож был начальник дворцовой охраны, затем придворный священник, камергер, главный сокольничий, придворный судья, главный конюх и постельничий. Среди других должностей упоминаются конюх, ведущий коня в поводу, привратник, пекарша и прачка. Перечисляются права и обязанности каждого из придворных.
В этой части законов вводятся некоторые юридические термины. Слово sarhad могло обозначать оскорбление либо вред или объём выплаты, причитающейся тому, кому этот вред был нанесён. Размер sarhad зависел от положения того, кому он выплачивался: так, плата за оскорбление королевы или наследника равнялась одной трети штрафа за оскорбление короля. Galanas — это форма виры, выплачивавшаяся в случае убийства и составлявшая sarhad в троекратном размере (правда, сам sarhad убийца тоже должен был выплатить). Этот термин также встречается в кумбрийских источниках. Слово dirwy означало штраф (три фунта стерлингов или двенадцать коров), выплачиваемый за сравнительно серьёзные преступления; за меньшие проступки выплачивался штраф camlwrw.
В разных редакциях провозглашаются разные иерархии правителей валлийских королевств, что отражает разное происхождение версий. В рукописях редакции Иорверта утверждается превосходство правителя Аберфрау (то есть короля Гвинеда), в то время как согласно дехейбартским манускриптам правители южной династии Диневура имеют с ними по меньшей мере равные права.
Хотя в валлийских законах королевская власть имеет больший приоритет, чем в Брегонских законах Ирландии, могущество правителя всё же достаточно ограниченно. Дэвид Мур отмечает:

Валлийский закон попадает в юридическую категорию Volksrecht («народного права»), не слишком преувеличивавшего королевскую власть, в отличие от Kaisersrecht, или Königsrecht, в Англии и Шотландии, где подчеркивалось, что и гражданское, и обычное право происходят от государства

## Законы страны
Согласно валлийским законам, общество делилось на три класса: в один из них входил король, во второй — breyr (этимологически соответствует галльскому brogorix, «господин земли»), или bonheddig, то есть свободные землевладельцы, а в третий — taeog (вилланы). Кроме того, предусматривалась отдельная категория «чужеземцев» (alltud), то есть тех, кто, родившись вне Уэльса, поселился там. Большинство требуемых законом выплат зависели от статуса тех, кого касалось дело.

### Законы о женщинах
Вторая часть свода начинается с «законов о женщинах», куда входят, в частности, установления, касающиеся брака и раздела имущества в случае развода. Положение женщин по валлийским законам сильно отличалось от того статуса, который предусматривало современное им англо-норманское право. Существовало два основных способа заключения брака: в обычном случае семья невесты отдавала её мужу, однако предусматривался и экстраординарный вариант, при котором женщина без согласия родных могла убежать из дома с женихом. Если она всё ещё была девственницей, родственники могли заставить её вернуться, но в противном случае они такого права не имели. Если после этого пара жила вместе в течение семи лет, женщина получала те же права, как если бы она вышла замуж с согласия родных.
С браком были связаны и некоторые выплаты. Так, при потере женщиной невинности (как в браке, так и вне его) её господину полагалось выплатить amobr. Муж в утро после первой брачной ночи должен был заплатить жене cowyll — выкуп за невинность. Если брак распадался до истечения семи лет, жене полагалась часть общего имущества, называемая agweddi, размер которой определялся положением женщины по рождению (независимо от стоимости имущества). Если брак распадался после истечения семилетнего срока, жена в любом случае получала половину общего имущества.
Если жена заставала своего мужа с другой женщиной, ей полагалась выплата в 120 пенсов в первый раз и фунт стерлингов во второй; в третий раз она получала право на развод. Если у мужа была любовница, жена могла ударить её, не платя никакой компенсации, даже если в результате любовница умирала. Муж мог бить жену только за три проступка: если она отдала то, что отдавать не могла, если её застали с другим мужчиной или если она хотела нанести урон бороде своего мужа. Если же муж избивал жену по другим причинам, он должен был выплатить ей sarhad. Муж, который, найдя жену с другим мужчиной, избивал её, более не мог претендовать на другие компенсации.
Согласно закону женщины не могли наследовать землю, хотя из этого правила даже в достаточно ранние времена были исключения. Так, сохранилась относящаяся к первой половине XI века элегия на смерть некоего Айдона (Aeddon), землевладельца на Англси, где говорится, что земля Айдона была разделена между четырьмя женщинами, которых он захватил в плен, но позже полюбил.
При смерти одного из супругов правила раздела имущества была всегда одинаковыми: оставшийся в живых получал половину, а другой супруг мог свободно распоряжаться в завещании своей половиной.

### «Девятиязыкие»
Этот раздел является списком лиц, клятве которых можно верить без компургации. Сюда относятся, в частности, судья, сообщающий, какое решение он некогда выносил, поручитель, говоривший, за какой долг он поручился, и девушка, утверждавшая свою невинность.

### Поручительство и договоры
В этом разделе устанавливаются правила для тех, кто выступает в роли поручителей (валл. mach), например за чужой долг. Здесь регулируются различные сложные случаи: например, если должник отказывается платить или отрицает, что вообще занимал деньги, или если поручитель открещивается от своей роли или не согласен с суммой долга. Эта часть кодекса трактует также обращение с залогами.
Ещё один важный аспект правовых отношений — контракт, или amod, обычно заключаемый двумя сторонами, призывающими свидетелей (amodwyr), подтверждаших условия договора. В законах говорилось:

Даже если amod заключён противозаконно, его условия следует выполнять

В некоторых (считающихся архаичными) версиях редакции Иорверта говорится, что женщины не имеют права призывать поручителей или становиться ими. В более поздних редакциях женщины могут призывать поручителей (и тем самым заключать договоры), но сами выступать в этой роли они не могут. В Книге Колана, редакции Кивнерта и некоторых латинских версиях женщины могли не только призывать свидетелей, но и — в некоторых условиях — становится поручителями; в этом можно усмотреть постепенное улучшение положения женщин.

### Земельные законы

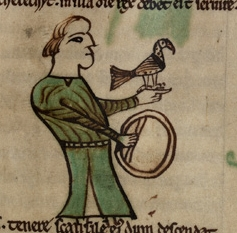
Изображение сокольничего из рукописи Peniarth 28

Следующий раздел свода законов посвящён регулированию земельных отношений — в первую очередь разрешению земельных споров. Суд должен был происходить непосредственно на спорном участке земли, и каждая из сторон должна была предоставить свидетелей, подтверждающих претензии. В редакции Иорверта говорится, что тяжущиеся могли воспользоваться услугами своеобразных «адвокатов»: cyngaws и canllaw (хотя разница между этими должностями в текстах не описана). Если претензии сторон оказывались одинаково сильными, землю следовало поделить пополам.
После смерти владельца земля поровну делилась между его сыновьями (похожая система под названием gavelkind существовала в Кенте и некоторых других английских графствах). Младший сын должен был поделить землю, после чего остальные братья по очереди выбирали свои участки. Незаконнорождённые сыновья имели такие же права на землю, как и родившиеся в браке, если отец признавал их своими детьми. В этом аспекте валлийское право более всего отличалось от канонического. В Книге Иорверта говорится:

Законы церкви говорят, что никто не может претендовать на наследство, кроме старшего сына от законной жены. По закону Хивела наследство полагается младшему сыну так же, как и старшему, и грех отца и незаконность сына не влияют на право сына на наследство

К законах описывается также процедура dadannudd — претензии сына на землю, которой ранее владел его отец. Права землевладельца на отчуждение земли был ограниченными: оно позволялось только в определённых условиях при согласии наследников. При согласии самого владельца и его семьи могла использоваться система, называемая prid — земля отдавалась третьей стороне на четыре года, и если по истечении этого срока владелец не требовал её обратно, prid обновлялся. Через четыре поколения земля навечно переходила новому владельцу

## Книга испытаний для судей
Этот материал вынесен в специальный раздел только в редакции Иорверта: в других версиях он включён в законы страны. «Книга испытания для судей» — это свод правил для тех, кто имеет дело с «тремя столпами закона» (убийством, кражей и пожаром), и со «стоимостью дикого и домашнего». Кроме того, в отдельных приложениях говорилось о совместной обработке земли и порче зерна скотом.

### Три столпа закона: убийство, кража и пожар
Убийство рассматривалось как преступление против семьи убитого, а не против короля. Обычно оно подразумевало выплату убийцей виры (galanas) семье жертвы. Если убийство совершалось, например, из засады, он рассматривалось как более серьёзное преступление (в этом случае требовалась двойная вира). Перечисляются также девять поощрений убийства, такие как помощь убийцам советами. Человек, бывший свидетелем убийства, но не защитивший жертву, также считался виновным. Наказанием тому, кто был виновен в поощрении убийства, был штраф, выплачиваемый не семье, а господину убитого. Отравитель мог быть казнён.
Грабёж считался менее серьёзным преступлением, чем тайная кража, являвшаяся одним из немногих преступлений, которые наказывались смертной казнью. Казнь грозила тому, кто был пойман с похищенным имуществом, если стоимость его превышала четыре пенса. Вор мог быть также изгнан и казнён, будучи позже обнаружен в той же стране. Однако и в случае кражи предусматривались исключения, как, например, в Книге Блегиврида:

Если человек, находясь в нужде, пройдёт три поселения и посетит в каждом поселении девять домов, но не получит ни в одном из них ни милостыни, ни припасов, то даже будучи пойман с украденной едой, он будет по закону свободен.

Перечисляются также девять видов поощрения к грабежу, например получение части краденого; они также наказываются dirwy, то есть штрафом в пользу властителя. То же относится и к девяти поощрениям поджога.

### Стоимость дикого и домашнего
В этом разделе устанавливается стоимость разных животных, к примеру:

Стоимость кошки — четыре пенса. Стоимость котёнка с ночи его рождения до того, как он откроет глаза, — пенни; от этого времени и пока он не убьёт мышь — два пенса; после того как он начнёт убивать мышей — четыре пенса…

За пса-охранника, если он будет убит далее чем в девяти шагах от двери, платить не надо. Если он убит ближе, чем в девяти шагах, будет стоить 24 пенса.

Устанавливается также стоимость деревьев, инструментов и частей тела. Части тела все стоили одинаково, таким образом, тот, из-за кого глаз потерял король, должен был выплатить столько же, если бы глаз из-за него потерял крестьянин. Тем не менее, в таком случае пришлось бы платить ещё и штраф за оскорбление (sarhad), который за короля был больше.

## Отправление правосудия
С административной точки зрения главную роль в средневековом Уэльсе играло деление на кантревы, которые в свою очередь делились на коммоты. В каждом кантреве был свой суд — собрание «благородных» (uchelwyr), то есть крупнейших землевладельцев данного кантрева. Председательствовал на суде король (если ему случалось быть в кантреве) или его представитель. Кроме судей, в заседании участвовали секретарь, пристав и при необходимости два профессиональных адвоката. Суд кантрева рассматривал главным образом уголовные дела, земельные споры и дела о наследстве. Позже большинство этих функций отошло суду коммота. В Гвинеде судьи (ynad) были профессионалами, а в южном Уэльсе профессионалы работали вместе с «благородными», каждый из которых мог заседать в суде
Обвинённый в преступлении мог поклясться в своей невиновности, а затем привести определённое число людей, готовых под присягой подтвердить его слова (эта система называется компургацией). Необходимое число поручителей зависело от тяжести проступка: так, обвиняемый в убийстве должен был предъявить до 300 поручителей, а мужчина, обвинённый женщиной в изнасиловании — 50 мужчин, готовых подтвердить его невиновность. Для менее тяжких преступлений число поручителей было меньше. Кроме того, можно было призывать свидетелей, включая очевидцев (gwybyddiaid). Если некто был уличён в лжесвидетельстве под присягой, он более никогда не мог выступать в суде как свидетель.
Судья, выслушав обстоятельства дела, должен был решить, какие доказательства ему необходимы, и какая из сторон должна их предоставить (путём компургации или свидетельских показаний). Затем он должен был вынести вердикт и назначить наказание в соответствии с законом.
Согласно редакции Иорверта, потенциальный судья должен был быть не младше 25 лет, а его познания в юриспруденции должны были быть подтверждены королевским судьёй.

Если его учитель почитает его достойным, пусть пошлёт его к придворному судье. Судья пусть его испытает, и, если найдёт достойным, отправит к господину. Господин же должен сделать его судьёй… А он пусть отдаст придворному судье взнос в 24 пенса.

Стороны могли опротестовать судебное решение, в частности, потребовать у судьи ссылок на авторитет книг в подтверждение вердикта. Если судья вынес решение, которое позже было отменено, он должен был выплатить штраф, соответствовавший установленной законом стоимости своего языка; кроме того, он лишался права в дальнейшем быть судьёй

## Валлийское право и валлийская нация
В течение почти всей своей истории Уэльс был разделён на несколько королевств, и лишь иногда сильным правителям удавалось объединять под своей властью обширные территории. Иногда утверждают, будто по валлийским законам королевство нужно было разделять между сыновьями, но это не вполне верно. Во всех редакциях упоминается наследник престола, или edling, которого король выбирал из своих сыновей (включая незаконнорождённых) и братьев. Каждый из прочих сыновей мог претендовать на надел земли в королевстве (эта система похожа на апанаж), но законы не требовали делить само королевство — хотя это часто делалось во избежание гражданской войны. Законы Хивела были в Уэльсе одним из важнейших объединяющих факторов, применяясь по всей стране лишь с незначительными вариациями. Согласно этим законам, «чужеземцем» (alltud) считался лишь тот, кто родился вне Уэльса, но не, скажем, уроженец Дехейбарта, живущий в Гвинеде.

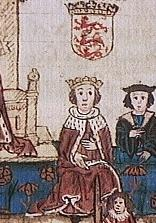
Лливелин Последний

Валлийские законы применялись не только в собственно валлийских землях, но и в Валлийской марке. Если возникал спор, первый вопрос, который нужно было решить, — какие законы применять. Например, когда Грифид ап Гвенвинвин поспорил с Роджером Мортимером о неких землях, Грифид настаивал на использовании английских законов, а Мортимер, напротив, на применении валлийских. Дело дошло до королевских судей, которые в 1281 году постановили, что поскольку сами земли находились в Уэльсе, необходимо было использовать валлийское право.
Валлийское право играло важную роль в определении валлийской нации в XII и XIII веках, особенно во время борьбы Лливелина Последнего и Эдуарда I во второй половине XIII века. Лливелин заявил:

Каждая земля под властью короля имеет собственные законы и обычаи в соответствии с особенностями своих мест, как гасконцы в Гаскони, шотландцы в Шотландии, ирландцы в Ирландии и англичане в Англии; и это не принижает славу короны, но лишь возвышает её. И поэтому принц [Лливелин] желает иметь собственные валлийские законы…

Архиепископ Кентерберийский Джон Пекхэм, участвуя в переговорах с Лливелином от имени короля Эдуарда, в 1282 году послал Лливелину письмо, где отрицал валлийские законы и провозглашал, что короля Хивела, возможно, вдохновлял дьявол. Пекхэм, вероятно, имел доступ к латинской рукописи Peniarth 28, находившейся в аббатстве святого Августина. Английская церковь, в частности, возражала против того, чтобы землю получали незаконнорождённые сыновья.

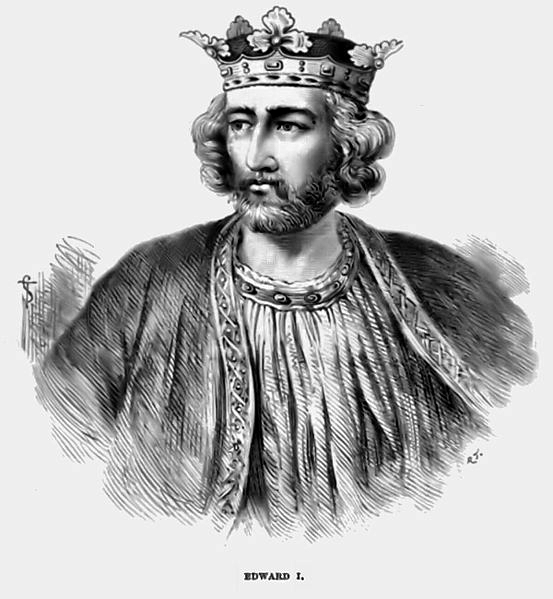
Эдуард I, король Англии

После гибели Лливелина Рудланский статут 1284 года ввёл в Уэльсе английское уголовное право: «В кражах, поджогах, умышленных и неумышленных убийствах и открытых и явных грабежах мы желаем, чтобы у них были английские законы». Почти через два века после того, как валлийские законы перестали использоваться в уголовных делах, поэт Давид ап Эдмунд (расцвет творчества — 1450—1480) написал элегию на смерть своего друга арфиста Шона Эоса, случайно убившего человека в пьяной драке в Чирке. Шон Эос был повешен, и Давид Эдмунд скорбит, что его не могли судить по человечным законам Хивела, а не по «лондонскому праву».
Валлийское право продолжало использоваться в гражданском судопроизводстве, например в делах о наследстве, договорах, поручительстве и пр., хотя и с изменениями: так, на наследство не могли претендовать незаконнорождённые сыновья. Акты о законах в Уэльсе 1535-1542 годов ввели в Уэльсе английское право. Когда в Акте 1535 года говорится о намерении «полностью искоренить все зловещие обычаи и привычки», вероятно, в первую очередь имеются в виду валлийские законы.

## Валлийское право после Актов о законах в Уэльсе
Последнее свидетельство о деле, рассмотренном по валлийским законам (земельный спор в Кармартеншире), относится к 1540 году — это четыре года после Акта 1536 года, согласно которому в Уэльсе употреблялось только английское право. Тем не менее, даже в XVII веке в некоторых частях Уэльса существовали неформальные собрания, где споры разрешались в присутствии арбитров и в соответствии с принципами валлийского права.
Антиквары продолжали интересоваться валлийскими законами, и в 1730 году вышел перевод Уильяма Уоттона. В 1841 году Анейрин Оуэн издал их текст под заголовком Ancient laws and institutions of Wales. Он впервые обнаружил существование трёх изводов, которые он называл «кодексами»: «гвентским» (Кивнерт), «деметийским» (Блегиврид) и «венедотийским» (Иорверт). После этого издания стали появляться и первые исследования.
По решению Совета графства Кармартеншир в Уитленде был создан Центр Хивела Доброго в память о собравшемся там совете.